# Zanomys sagittaria
Espèce
Zanomys sagittaria est une espèce d'araignées aranéomorphes de la famille des Macrobunidae.

## Distribution
Cette espèce est endémique de Californie aux États-Unis,. Elle se rencontre dans le comté de San Bernardino vers Lake Arrowhead.

## Description
Les mâles mesurent de 1,95 à 2,0 mm et les femelles de 1,3 à 1,45 mm.

## Systématique et taxinomie
Cette espèce a été décrite par Leech en 1972.

## Publication originale
- Leech, 1972 : « A revision of the Nearctic Amaurobiidae (Arachnida: Araneida). » Memoirs of the Entomological Society of Canada, vol. 84, p. 1-182.